# 角副緋鯉
角副緋鯉為輻鰭魚綱鱸形目鱸亞目鬚鯛科的其中一種，分布於西印度洋的塞席爾群島海域，棲息深度可達57公尺，體長可達14.3公分，屬肉食性。